# VGV U70
VGV U70 — среднеразмерный кроссовер вместимостью 5—7 мест, который выпускается суббрендом VGV компании Weichai (Chongqing) Automotive с 2019 года.

## История
В январе 2019 года в китайских СМИ появились фотографии зимних испытаний 7-местного кроссовера Weichai Enranger. К августу 2019 года изображения Weichai Enranger U70 были получены из китайского MIIT, и на тот момент он был заявлен как совершенно новая модель внедорожника от Weichai Enranger. В ноябре 2019 года автомобиль стал называться Weichai U70. Несмотря на то, что автомобиль позиционируется как автомобиль марки Weichai, он имеет логотип VGV. С 2020 года китайские автомобильные СМИ маркируют VGV U70 под брендом VGV China National Heavy Duty Truck Group.
В мае 2022 года автомобиль прошёл рестайлинг и стал называться VGV U70 Pro. На рынок Китая автомобиль поступил в октябре 2022 года. С мая 2024 года автомобиль продаётся в России, а его сборка организована в Белоруссии.

### Технические характеристики
VGV U70 оснащён 1,5-литровым рядным четырёхцилиндровым турбодвигателем мощностью 115 кВт (156 л. с.), который сочетается в паре с шестиступенчатой механической или же автоматической трансмиссией.

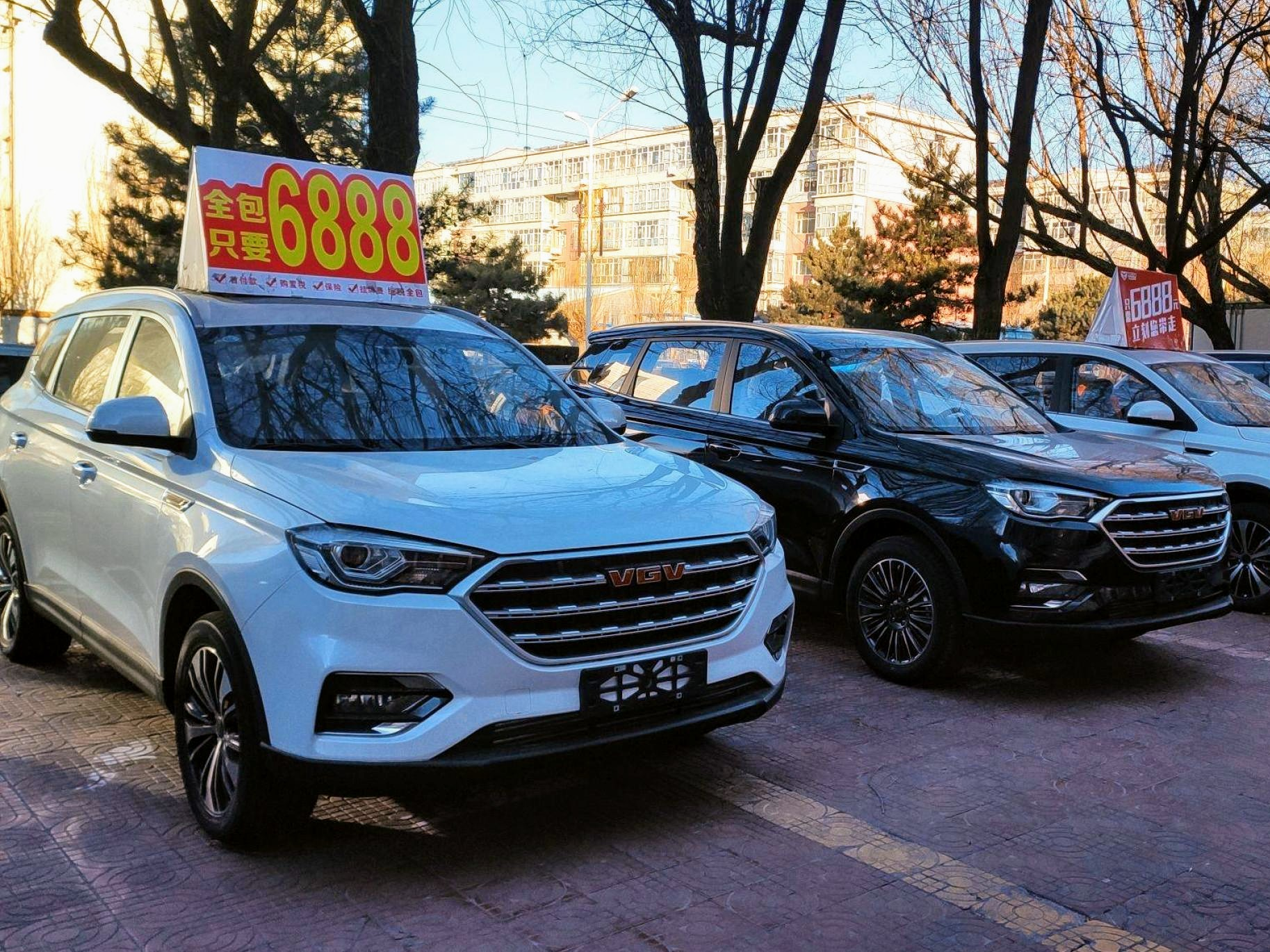
VGV U70 в дилерском центре
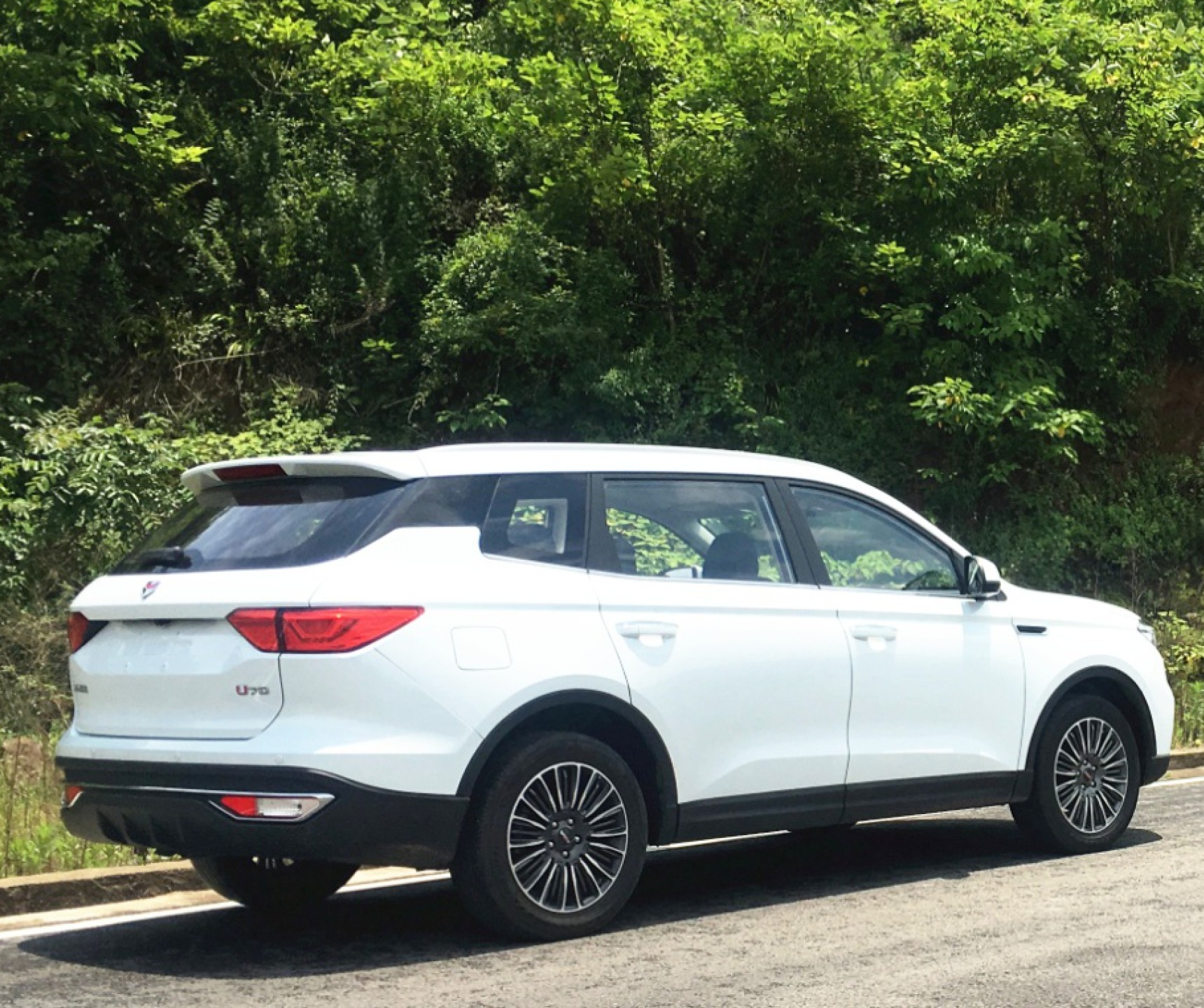
Вид сзади

## VGV U75 Plus
VGV U75 Plus является спортивным вариантом U70, отличающимся слегка переработанными деталями экстерьера и более мощной силовой установкой. Автомобиль оснащён 2,0-литровым турбодвигателем мощностью 224 л. с. и крутящим моментом 385 Н·м, который сочетается в паре с восьмиступенчатой автоматической трансмиссией.

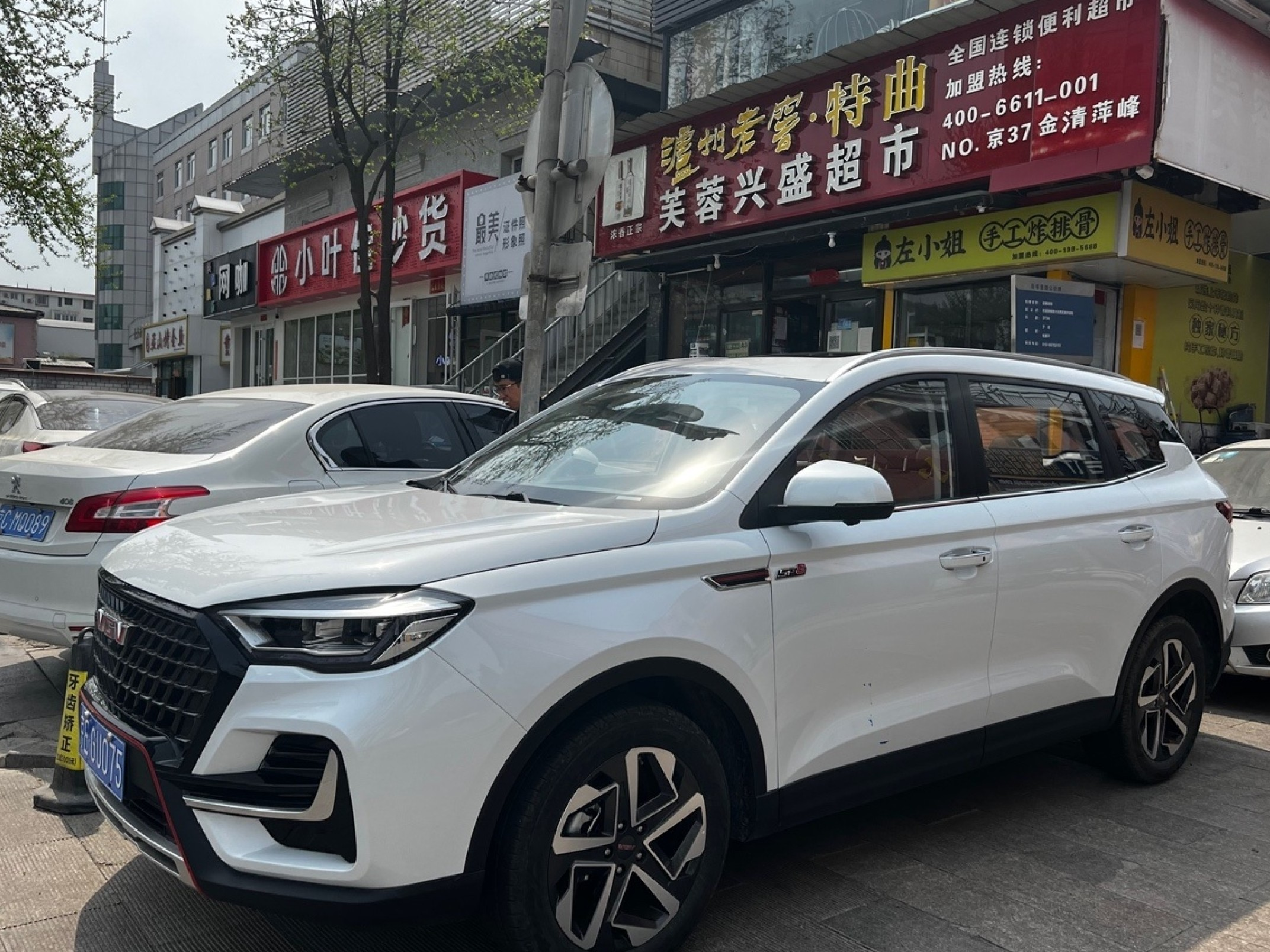
VGV U75 Plus
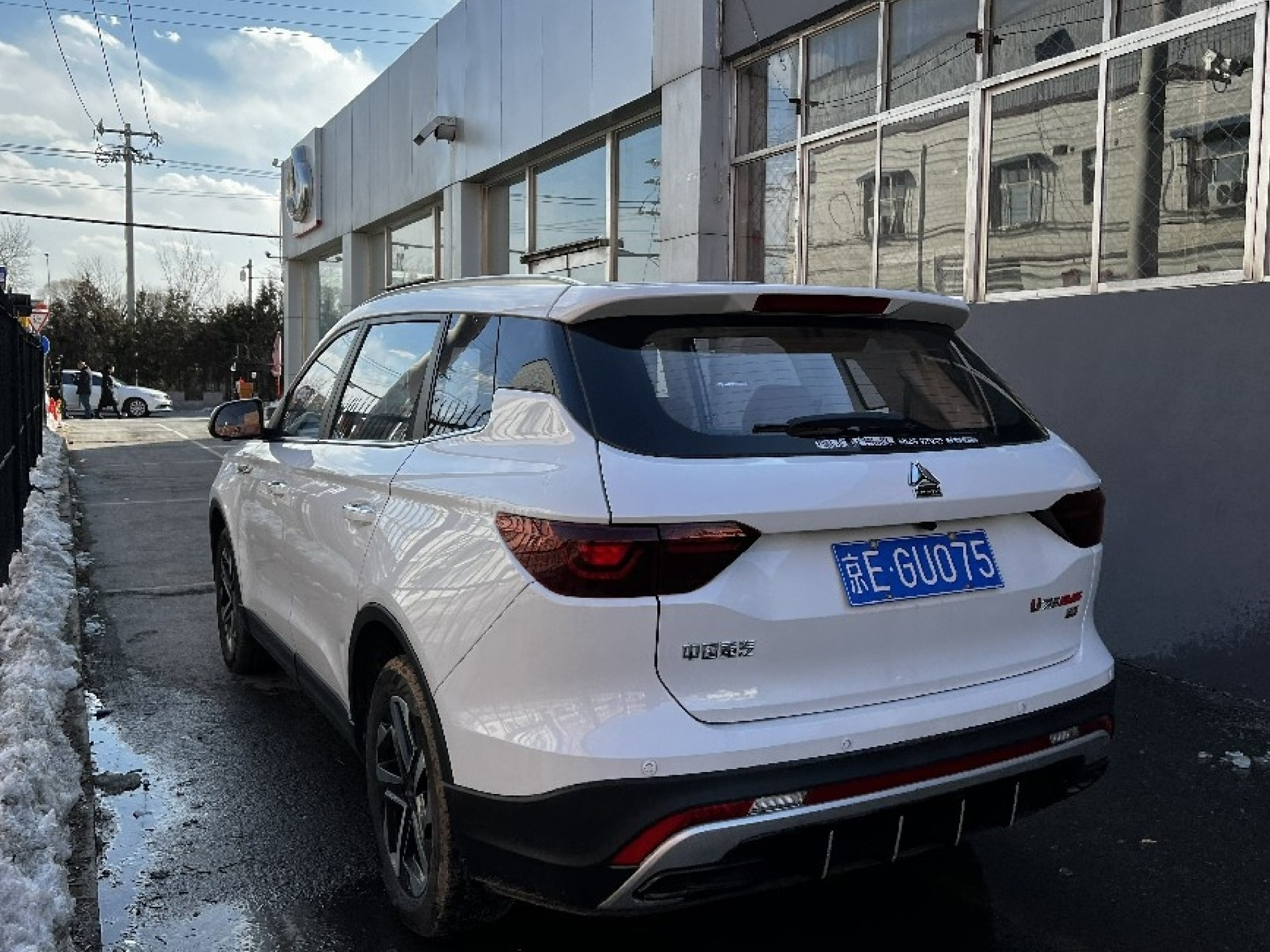
Вид сзади

## VGV VX7
VGV VX7 является ютом на базе U75 Plus с теми же передней частью и трансмиссией. VX7 с откидной задней крышкой получил название «Pet's First Class». Максимальная скорость составляет 196 км/ч. Габариты грузового отсека составляют 1114×1438×588 мм, а грузоподъёмность — 330 кг.

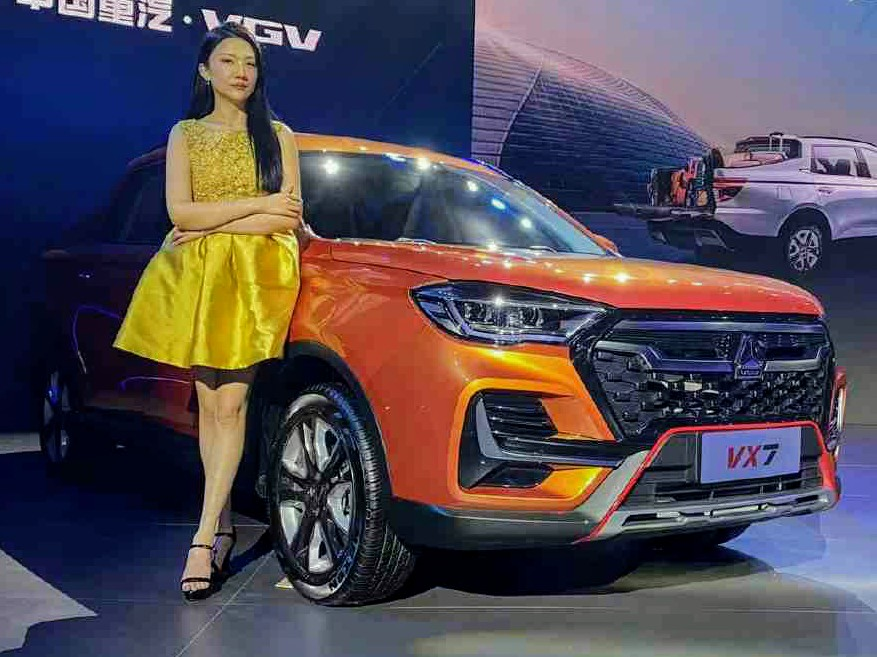
VGV VX7
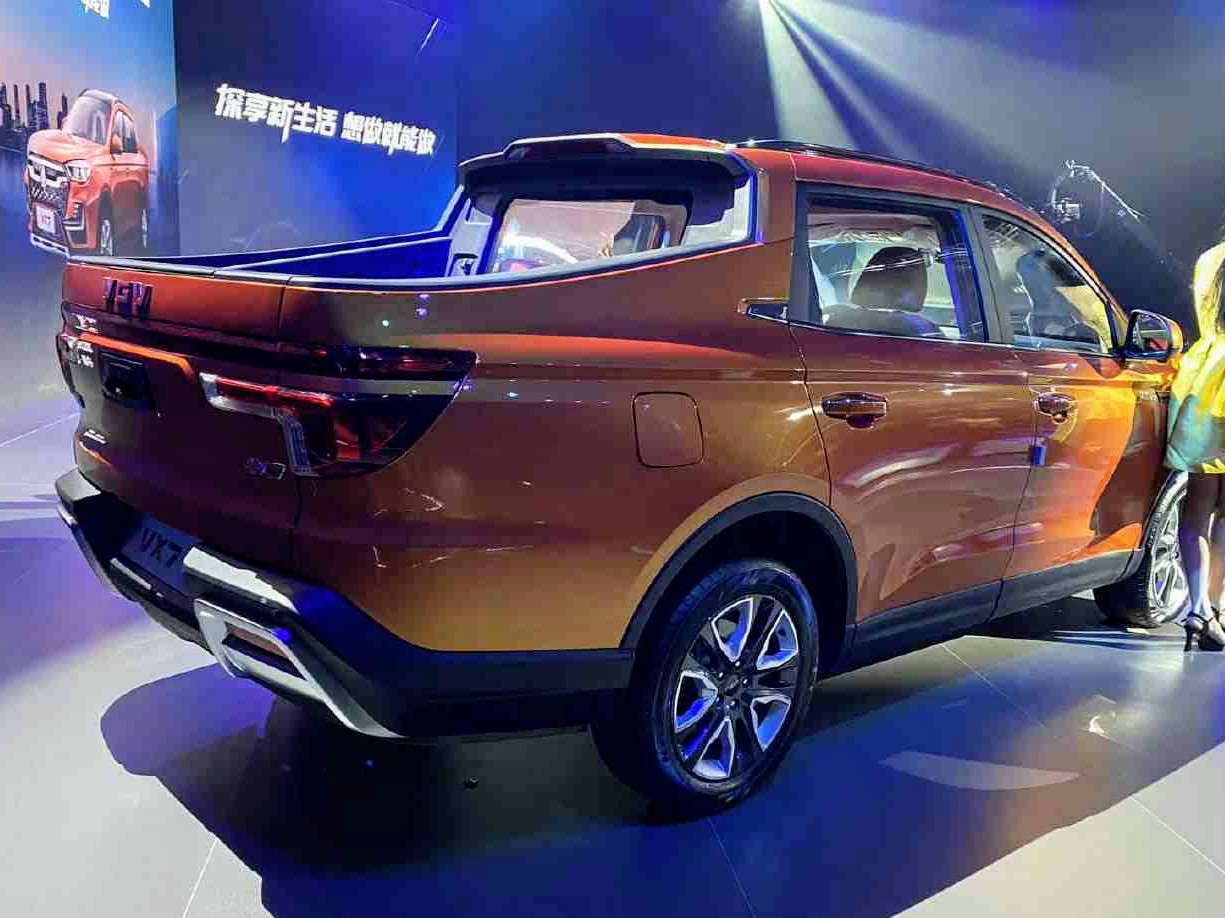
Вид сзади